# جایی که خرچنگ‌ها آواز می‌خوانند (فیلم)
جایی که خرچنگ‌ها آواز می‌خوانند (به انگلیسی: Where the Crawdads Sing) یک فیلم درام معمایی آمریکایی از سال ۲۰۲۲ است که بر پایهٔ رمانی به همین نام از دلیا اونز به کارگردانی اولیویا نیومن و فیلمنامه‌ای از لوسی آلیبار و تهیه‌کنندگی ریس ویترسپون ساخته شده‌است. در این فیلم دیزی ادگار-جونز، تیلور جان اسمیت، هریس دیکینسون، مایکل هایت، استرلینگ میسر جونیور و دیوید استراترن ایفای نقش می‌کنند.
این فیلم در ۱۵ ژوئیه ۲۰۲۲ توسط گروه سینمایی سونی پیکچرز در ایالات متحده اکران شد و نقدهای متفاوتی را از سوی منتقدان دریافت کرد که عملکرد ادگار جونز و فیلم‌برداری را تحسین کردند، اما لحن و داستان فیلم را نامنسجم دانستند. با اینحال استقبال تماشاگران مثبت‌تر بود و فیلم به موفقیتی در گیشه تبدیل شد و با بودجه ۲۴ میلیون دلاری ۱۳۶ میلیون دلار در سراسر جهان فروش داشته‌است.

## داستان
کاترین «کایا» دَنیل کلارک در سال ۱۹۵۳ در یک کلبه با خانواده فقیر خود در نزدیکی مردابی در کارولینای شمالی زندگی می‌کند. در حالی که پدر الکلی بد سرپرست آن‌ها پول‌هایشان را قمار می‌کند، مادر و خواهر و برادرهای بزرگتر کایا فرار می‌کنند و کایا را با او تنها می‌گذارند تا اینکه پدرش نیز در سن هفت سالگیِ کایا، او را ترک می‌کند. کایا موفق می‌شود با فروش صدف به فروشگاه محلی مدیسون‌ها در بارکلی کوو زنده بماند. مردم شهر او را با تمسخر به عنوان «دختر مرداب؛ The Marsh Girl» می‌شناسند.
کایا به دلیل قضاوت فوری توسط سایر کودکان هرگز به مدرسه نرفت، بنابراین دوست کمی بزرگترش تِیت واکر کتاب‌هایی را به او به امانت می‌دهد و خواندن، نوشتن و شمارش را به او یاد می‌دهد. آن‌ها در طول سال‌های نوجوانی علاقهٔ مشترکی به طبیعت نشان می‌دهند و یک رابطه عاشقانه را آغاز می‌کنند تا اینکه تِیت به دانشگاه می‌رود و قول خود را برای بازگشت به او در ۴ ژوئیه زیر پا می‌گذارد.
در سال ۱۹۶۸، کایا با چیس اندروز، یک کوارتربک محبوب محلی، که به او قول ازدواج داده‌است، رابطه برقرار می‌کند. چیس یک صدف کوچک را به کایا می‌دهد که کایا آن را به صورت گردنبند درمی‌آورد و به او هدیه می‌دهد. تیت به بارکلی کوو برمی‌گردد و می‌خواهد ارتباط عاشقانه را دوباره زنده کند، اما کایا مطمئن نیست. کایا وقتی متوجه می‌شود که چیس قبلاً با دختر دیگری نامزد کرده‌است به رابطه خود با او پایان می‌دهد.
کایا نقاشی‌ها و یادداشت‌هایش را دربارهٔ مرداب منتشر کرده‌است و درآمدش به او کمک می‌کند تا بتواند خانه‌اش را حفظ کند. برادر بزرگترش جودی دوباره ظاهر می‌شود و به او می‌گوید که مادرشان پیش از اینکه بتواند تمام کودکان خود را دوباره جمع کند، فوت کرده‌است. جودی قول می‌دهد که هر وقت بتواند به آنجا سر بزند.
کایا توجه و اصرار مداوم چیس را رد می‌کند و در برابر تلاش او برای تجاوز مقاومت می‌کند و تهدید می‌کند که اگر او را تنها نگذارد او را خواهد کشت. این تهدید توسط یک ماهیگیر شنیده می‌شود. چیس برمی‌گردد و خانهٔ کایا را در حالی که او در میان بوته‌ها پنهان شده‌است، تخریب می‌کند. چند روز بعد، جسد چیس در زیر یک برج آتش‌نشانی که از آن سقوط کرده بود، پیدا می‌شود. باتلاق گل‌آلود هنگام جزر و مد بالا آمده‌است و ردپای یک قاتل احتمالی را از بین برده و هیچ اثر انگشتی روی برج یافت نمی‌شود. گردنبند صدفی که چیس در غروب مرگش به گردن داشت، همچنین از بدنش مفقود شده‌است. کایا متهم به قتل درجه یک شده و وکیلش تام میلتون از او دفاع می‌کند.
علیرغم اینکه کایا در آن زمان با یک ناشر کتاب در گرین‌ویل ملاقات کرده بود، پلیس و دادستان اریک چستین حدس می‌زنند که او پس از ملاقات با ناشر لباس مبدل پوشیده و در عرض یک شب با یک اتوبوس رفت‌وبرگشت به بارکلی کوو آمده و چیس را در مدت کوتاهی به برج آتش‌نشانی کشانده، هل داده و او را کشته‌است. این نظریه تنها بر پایهٔ گردنبندی گم‌شده و شهادت یک ماهیگیر استوار است. کایا در دادگاه سال ۱۹۷۰ بی‌گناه شناخته می‌شود.
کایا و تیت مابقی عمر خود را با هم می‌گذرانند. کایا کتاب‌های مصور بیشتری منتشر می‌کند و جودی و خانواده‌اش اغلب از او بازدید می‌کنند. وقتی کایا در سن ۷۰ سالگی است و در باتلاق قایق‌سواری می‌کند، تصور می‌کند مادرش را در حال بازگشت به کابین می‌بیند. تیت، کایا را در حالی که در قایق در اسکله آن‌ها مرده دراز کشیده‌است پیدا می‌کند. تیت با جمع کردن وسایل کایا، یک نقاشی از چیس را پیدا می‌کند که گردنبند صدفی گم‌شده در صفحه‌ای از آن پنهان شده‌است. او گردنبند را در آب مرداب می‌اندازد و راز کایا را برای همیشه پنهان می‌کند.

## عنوان
خرچنگ‌ها (انگلیسی: Crawdads) نمی‌توانند «آواز بخوانند»، اما زمانی که مادر کایا اغلب او را تشویق می‌کرد تا در مرداب کاوش کند، او می‌گفت: «تا جایی که می‌توانی جلو برو–جایی که خرچنگ‌ها آواز می‌خوانند.» هنگامی که تیت نیز از این عبارت استفاده کرد، کایا از او معنی آن را را می‌پرسد و او پاسخ می‌دهد: «این به معنای جایی دور در داخل بوته‌ها است، جایی که موجودات وحشی، همچنان مانند موجودات وحشی رفتار می‌کنند.» دیلیا اونز، نویسندهٔ کتاب توضیح داد که از استفاده از این عبارت الهام گرفت، زیرا مادرش در کودکی از آن استفاده می‌کرد.

## بازیگران
- دیزی ادگار جونز در نقش کاترین «کایا» کلارک
  - جوجو رجینا در نقش کایای جوان
  - لزلی فرنس در نقش کایای اواسط ۷۰ سالگی
- تیلور جان اسمیت در نقش تِیت واکر
  - لوک دیوید بلوم در نقش تِیت جوان
  - سم اندرسون در نقش تِیت اواسط ۷۰ سالگی
- هریس دیکینسون در نقش چیس اندروز
  - بلو کلارک در نقش چیس جوان
- مایکل هایت در نقش میبل مدیسون
- استرلینگ میسر جونیور در نقش جیمز «جامپین» مدیسون
- دیوید استراترن در نقش تام میلتون
- گرت دیلاهانت در نقش «پا» جکسون کلارک
- آنا ارایلی در نقش «ما» جولین کلارک
- لوگان ماکرای در نقش جرمی «جودی» کلارک
  - ویل باندون در نقش جودی جوان
- بیل کلی در نقش کلانتر جکسون
- جیسون وارنر اسمیت در نقش معاون جو پردو
- اریک لادین در نقش اریک چستین

## تولید
در ۲۵ ژانویه ۲۰۲۱، اعلام شد که تیلور جان اسمیت و هریس دیکنسون در یک فیلم اقتباسی ساخته‌شده توسط هلو سانشاین و گروه سینمایی سونی پیکچرز برای سونی پیکچرز، بر پایهٔ رمان پرفروش جایی که خرچنگ‌ها آواز می‌خوانند از دلیا اونز در کنار دیزی ادگار-جونز بازی خواهند کرد. این فیلم به کارگردانی اولیویا نیومن از فیلمنامه‌ای توسط لوسی آلیبار ساخته شده‌است. دیوید استراتایرن در ۱۷ مارس ۲۰۲۱ و جیسون وارنر اسمیت در ۳۰ مارس ۲۰۲۱ به جمع بازیگران فیلم پیوستند. دیگر بازیگران از جمله گرت دیلاهانت، مایکل هایت، آنا ارایلی، استرلینگ ماسر جونیور و جوجو رجینا در آوریل ۲۰۲۱ و اریک لادین در ژوئن ۲۰۲۱ به جمع بازیگران فیلم پیوست.
تصویربرداری اصلی از ۳۰ مارس تا ۲۸ ژوئن ۲۰۲۱ در نیواورلئان و هوما، لوئیزیانا انجام شد.

## موسیقی
جایی که خرچنگ‌ها آواز می‌خوانند (موسیقی متن اصلی فیلم) توسط آهنگساز کانادایی میخائل دانا آهنگسازی شد. موسیقی متن شامل ۲۲ ترانه است. به جز ترانهٔ اصلی «کارولینا» (۲۰۲۲)، تمام آهنگ‌ها توسط دانا ساخته شده‌اند. تیلور سوئیفت، خواننده و ترانه‌سرای آمریکایی، که ترانهٔ اصلی «کارولینا» را برای این فیلم نوشته و اجرا کرده‌است، بیان کرد که «سال‌ها پیش وقتی کتاب را خوانده بود کاملاً در آن گم شده بود» و زمانی که تریلر تبلیغاتی فیلم برای اولین بار منتشر شد، می‌خواست «چیزی دلخراش و اثیری [برای آن] خلق کند». قطعات دیگر موسیقی متن فیلم در مرحله پس‌تولید ساخته شدند.

## انتشار
جایی که خرچنگ‌ها آواز می‌خوانند نخستین بار برای انتشار در ۲۴ ژوئن ۲۰۲۲ برنامه‌ریزی شده بود، اما تا ۲۲ ژوئیه ۲۰۲۲ به تعویق بیفتد، و سپس تاریخ انتشار آن به یک هفته بعد به ۱۵ ژوئیه منتقل شد.

## بازخورد

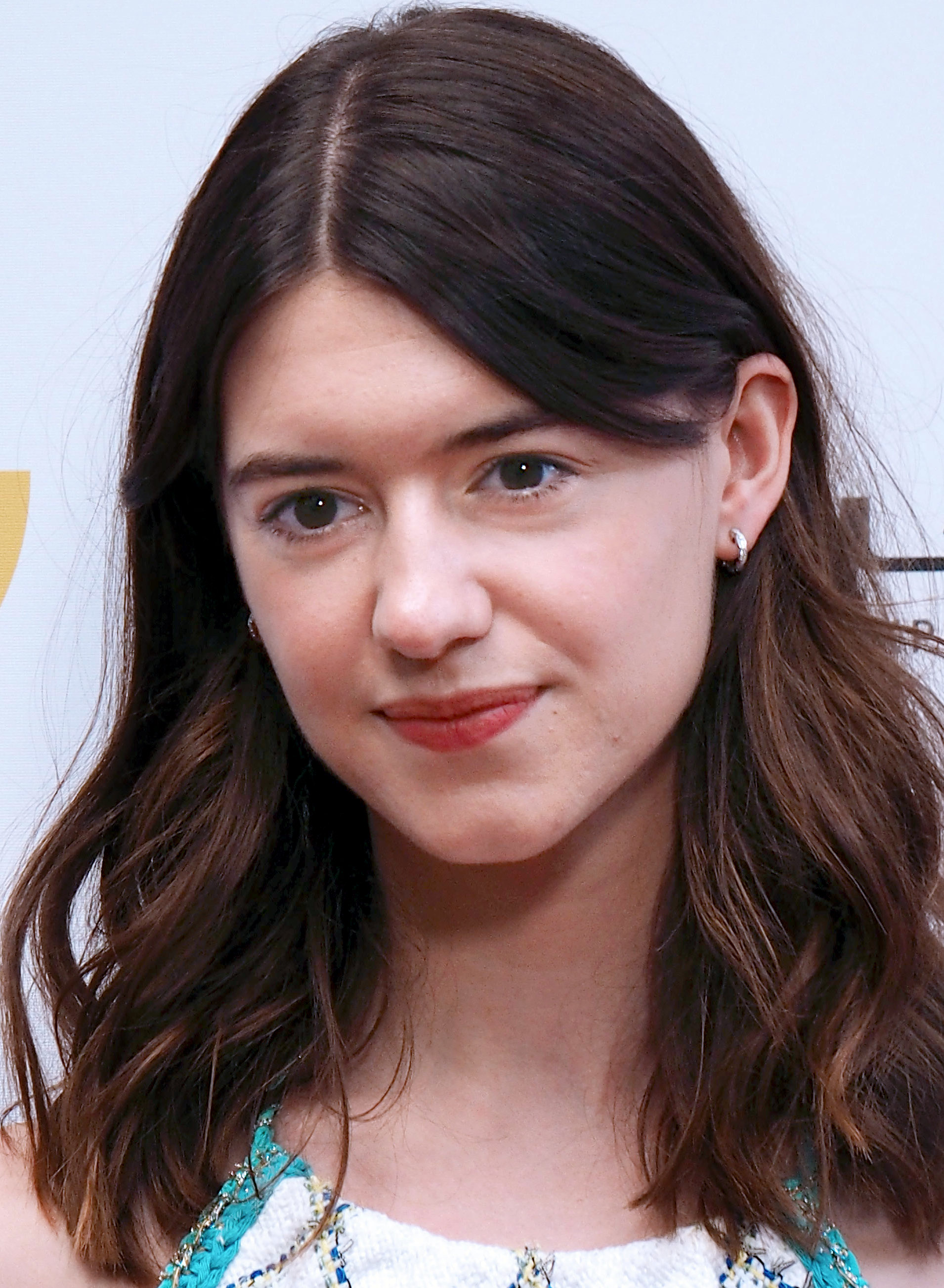
ادگار جونز برای بازی خود در نقش کایا مورد تحسین منتقدان قرار گرفت.

### فروش گیشه
تا تاریخ ۵ نوامبر ۲۰۲۲، جایی که خرچنگ‌ها آواز می‌خوانند ۹۰٬۲ میلیون دلار در ایالات متحده و کانادا، و ۴۶٬۷ میلیون دلار در مناطقِ دیگر جهان به دست آورده‌است، که در مجموع فروش جهانیِ ۱۳۶٬۹ میلیون دلار را نشان می‌دهد.
در ایالات متحده و کانادا، جایی که خرچنگ‌ها آواز می‌خوانند در کنار پنجه‌های خشم: افسانه هنک اکران شد و در ابتدا پیش‌بینی می‌شد که از ۳۶۲۶ سینما در آخر هفته افتتاحیه حدود ۱۰ میلیون دلار فروش داشته باشد. پس از کسب ۷٫۳ میلیون دلار در روز نخست (شامل ۲٫۳ میلیون دلار از پیش‌نمایش‌های پنجشنبه شب)، تخمین‌ها به ۱۶ میلیون دلار افزایش یافت. این فیلم به فروش ۱۷٫۳ میلیون دلاری ادامه داد و پس از فیلم‌های ثور: عشق و تندر و مینیون‌ها: ظهور گرو در گیشه سوم شد. فوربس اظهار داشت که این فیلم «پیروزی بزرگی برای سونی و همچنین برای نویسندگان استودیویی بی‌فرنچایز با محوریت زنانه است که آینده‌ای در اکران‌های سینمایی دارند.» جایی که خرچنگ‌ها آواز می‌خوانند در دومین آخر هفته خود ۱۰٫۴ میلیون دلار به دست آورد، و چهارم شد، و ددلاین هالیوود به افت ۴۰ درصدی آن به عنوان یک «حفظ عالی» برای یک «فیلم با محوریت خالص زن در طول همه‌گیری» اشاره کرد. تا ۱۸ اوت ۲۰۲۲، این فیلم چهار برابر بودجه خود را به دست آورد. فوربس آنرا به فیلمی دانست که «خلاء فیلم‌های موفق زن‌محور در سینماهای پس از همه‌گیری» را پر می‌کند.

### پاسخ انتقادی
در وبگاه جمع‌آوری نقد راتن تومیتوز، ٪۳۴ از ۲۰۷ بررسی منتقدان مثبت است، و میانگینِ امتیاز آن ۵٫۲/۱۰ است. اجماع این وبگاه چنین می‌نویسد: «دیزی ادگار-جونز بهترین تلاش خود را انجام می‌دهد، اما جایی که خرچنگ‌ها آواز می‌خوانند در نهایت نمی‌تواند منبع اصلی خود را به یک درام منسجم تبدیل کند.» این فیلم در متاکریتیک که از میانگین وزنی استفاده می‌کند، بر اساس نظر ۴۶ منتقدین امتیاز ۴۳ از ۱۰۰ را کسب کرده که نشان‌گر «نقدهای مختلط یا متوسط» است. منتقدان مختلف بازی ادگار جونز را به عنوان بهترین جنبهٔ فیلم ستایش کردند.

### پاسخ مخاطبان
تماشاگران شرکت‌کننده در نظرسنجی سینماسکور به فیلم نمره متوسط «A–» در مقیاس «A+» تا «F» دادند. پست‌ترک گزارش داد که ۸۷٪ از مخاطبان به آن نمره مثبت دادند (با میانگین امتیاز ۴٫۵ از ۵ ستاره)، و ۷۰٪ گفتند که قطعاً آن را توصیه می‌کنند.
از بین تماشاگران آخر هفتهٔ افتتاحیه، ۳۲ درصد آن‌ها با شخصی که می‌خواست فیلم را ببیند آمدند، در حالی که ۳۰ درصد فیلم را مشاهده کردند زیرا از طرفداران کتاب آن بودند. آنتونی داالساندرو از ددلاین هالیوود گفت که این فیلم نمونه‌ای از فیلم‌هایی است که مورد بازبینی شدید و تند منتقدان قرار گرفته‌است، اما «این چیزی شگفت‌انگیز برای تجارت است، که راتن تومیتوز فروش بلیت فیلم را خراب نکرده‌است.» رونالد مایر از کلایدر اظهار داشت که جایی که خرچنگ‌ها آواز می‌خوانند «ممکن است یکی از پردرآمدترین فیلم‌های تابستان ۲۰۲۲ یا مورد تحسین منتقدان نباشد، اما جزو سودآورترین‌های این فصل است».